# ジェリー・ワイントローブ
ジェリー・ワイントローブ（Jerry Weintraub、本名：Jerome Charles Weintraub、1937年9月26日 - 2015年7月6日）は、アメリカ合衆国の映画プロデューサー。

## 来歴
ニューヨーク・ブルックリン区出身。ジョン・デンバーやフランク・シナトラ、ボブ・ディラン、ビーチ・ボーイズらの音楽プロモーターとして活躍した後、映画製作に進出した。特に『ベスト・キッド』シリーズと『オーシャンズ11』とその続編で知られる。
プライムタイム・エミー賞を3回受賞した。また、2013年のハリウッド映画祭でレジェンド賞を受賞した。
2015年7月6日、77歳で死去。

## 主なプロデュース作品
- ナッシュビル Nashville（1975）
- ジェームズ・ディーンにさよならを September 30, 1955 （1977）
- オー!ゴッド Oh! God（1977）
- クルージング Cruising （1980）
- 恋のドラッグストア・ナイト All Night Long（1981）
- ダイナー Diner（1982）
- ベスト・キッド The Karate Kid（1984）
- ベスト・キッド2 The Karate Kid, Part II（1986）
- ピーター・フォークの 恋する大泥棒 Happy New Year（1987）
- 花嫁はエイリアン My Stepmother Is an Alien（1988）
- ベスト・キッド3/最後の挑戦 The Karate Kid, Part III（1989）
- ピュア・カントリー Pure Country（1992）
- ベスト・キッド4 The Next Karate Kid（1994）
- スペシャリスト The Specialist（1994）
- ベガス・バケーション Vegas Vacation（1997）
- ニュートン・ボーイズ The Newton Boys（1998）
- アベンジャーズ The Avengers（1998）
- ソルジャー Soldier（1998）
- オーシャンズ11 Ocean's Eleven（2001）
- オーシャンズ12 Ocean's Twelve（2004）
- オーシャンズ13 Ocean's Thirteen（2007）
- 美少女探偵ナンシー・ドリュー Nancy Drew（2007）
- ベスト・キッド The Karate Kid（2010）
- 恋するリベラーチェ Behind the Candelabra（2013）
- ウエストワールド Westworld（2016–）